# All Alone
All Alone é um single de rock instrumental do guitarrista virtuoso estadunidense Joe Satriani, sendo uma das mais famosas balada do músico. A canção atingiu a posição n.21 da Billboard e foi indicada ao Grammy Awards, em 1995, na categoria Melhor Performance de Rock Instrumental, sendo, assim, o sétimo trabalho de Satriani indicado a esse prêmio.
Segundo o Wasshington Post, a canção foi inspirada na composição "Left Alone" de Mal Waldron e Billie Holiday.
O videoclipe da canção foi dirigido por David Hogan.

## Faixas
1. All Alone 4:21

2. I Believe 7:11

3. Cryin'

## Desempenho nas Paradas Musicais
| Ano  | Canção      | Parada Musical                       | Desempenho | Ref.  |
| ---- | ----------- | ------------------------------------ | ---------- | ----- |
| 1993 | "All Alone" | Billboard Hot Mainstream Rock Tracks | #21        | [ 1 ] |

## Prêmios e Indicações
| Ano  | Canção    | Prêmio        | Indicação                               | Resultado | Ref.        |
| ---- | --------- | ------------- | --------------------------------------- | --------- | ----------- |
| 1995 | All Alone | Grammy Awards | Melhor Performance de Rock Instrumental | Indicado  | [ 2 ] [ 3 ] |